# Waterford Football Club 1970-1971
Questa voce raccoglie le informazioni riguardanti il Waterford nelle competizioni ufficiali della stagione 1970-1971.

## Stagione
Con il difensore Shay Brennan alla guida tecnica, il Waterford ottenne il suo miglior risultato nelle coppe europee: dopo aver passato il primo turno di Coppa dei Campioni con una doppia vittoria sul Glentoran, la squadra incontrò gli scozzesi del Celtic che, dopo aver nettamente vinto per 7-0 la gara di andata in Irlanda, prevalsero al ritorno con il minimo scarto di 3-2. In League of Ireland la squadra lottò per il titolo contro Cork Hibernians e Shamrock Rovers, giungendo terzo a un punto da entrambe le squadre.

## Rosa
| N. |                    | Ruolo | Calciatore      |
| -- | ------------------ | ----- | --------------- |
| -  | Irlanda (bandiera) | P     | Peter Thomas    |
| -  | Irlanda (bandiera) | D     | Paul Morrissey  |
| -  | Irlanda (bandiera) | D     | Peter Bryan     |
| -  | Irlanda (bandiera) | D     | Vincent Maguire |
| -  | Irlanda (bandiera) | D     | Shay Brennan    |
| -  | Irlanda (bandiera) | C     | Philip Buck     |
| -  | Irlanda (bandiera) | C     | John Morley     |
| -  | Irlanda (bandiera) | C     | Seamus Coad     |

| N. |                             | Ruolo | Calciatore      |
| -- | --------------------------- | ----- | --------------- |
| -  | Irlanda (bandiera)          | C     | John O'Neill    |
| -  | Irlanda del Nord (bandiera) | C     | Jimmy McGeough  |
| -  | Irlanda (bandiera)          | C     | Alexander Casey |
| -  | Irlanda (bandiera)          | C     | Richard Power   |
| -  | Irlanda (bandiera)          | A     | John Matthews   |
| -  | Irlanda (bandiera)          | A     | Alfie Hale      |
| -  | Irlanda (bandiera)          | A     | Dave Kirby      |

## Statistiche

### Statistiche di squadra
| Competizione       | Punti | Totale | Totale | Totale | Totale | Totale | Totale | DR  |
| Competizione       | Punti | G      | V      | N      | P      | Gf     | Gs     | DR  |
| ------------------ | ----- | ------ | ------ | ------ | ------ | ------ | ------ | --- |
| League of Ireland  | 34    | 26     | 13     | 8      | 5      | 49     | 34     | +15 |
| Coppa dei Campioni | -     | 4      | 2      | 0      | 2      | 6      | 10     | -4  |
| Totale             | -     | -      | -      | -      | -      | -      | -      |     |